# Ferdinand Laloue
Ferdinand Laloue né à Neuilly-sur-Seine le 18 juin 1794 et mort à Passy (actuel 16e arrondissement de Paris) le 27 septembre 1850, est un auteur dramatique, librettiste et entrepreneur de spectacle français.

## Biographie
Administrateur du Théâtre du Cirque-Olympique, il était le directeur de l'Hippodrome et du théâtre des Délassements comiques. Ses pièces, à grands budgets et décors somptueux furent jouées sur les plus grandes scènes parisiennes (Théâtre des Folies-Dramatiques, Théâtre de la Porte-Saint-Martin, Théâtre du Châtelet, Théâtre des Variétés, etc.).
Alexandre Privat d'Anglemont qualifie Ferdinand Laloue d'inventeur des grandes épopées impériales, de génie du décor à effet, de metteur en scène incomparable de vaudevilles, de fééries, de mélodies et de farces.
En janvier 1836, Ferdinand Laloue épouse en secondes noces Honorine Désirée Potier, fille de l'acteur Charles-Gabriel Potier (1774-1837), dont il aura une fille Marthe-Jeanne née en septembre 1840.

## Œuvres
- Le Fort de la halle, vaudeville en 1 acte, avec Michel-Nicolas Balisson de Rougemont et Carmouche, 1821
- Le Petit Georges, ou la Croix d'honneur, comédie en 1 acte, 1821
- La Bataille de Bouvines, ou le Rocher des tombeaux, mimodrame en 3 actes, avec René Perin, 1822
- L'Arabe hospitalier, mélodrame en 1 acte, 1822
- La Diligence attaquée, ou l'Auberge des Cévennes, avec Constant Ménissier et Ernest Renaud, 1822
- La Fille à marier ou la Double Éducation, comédie-vaudeville en 1 acte, avec Ménissier et Saint-Hilaire, 1822
- La Guerre ou la Parodie de la paix, tragédie burlesque en cinq actes et en vers, avec Théaulon et Armand d'Artois, 1822
- L'Oiseleur et le Pêcheur, ou la Bague perdue, vaudeville en 1 acte, avec Carmouche et X.-B. Saintine, 1822
- La Réconciliation, ou la Veille de la Saint-Louis, tableau-vaudeville en 1 acte, avec Carmouche et Frédéric de Courcy, 1822
- Les Deux Forçats, folie en 1 acte, avec Ménissier et Renaud, 1823
- Les Invalides, ou Cent ans de gloire, tableau militaire en 2 actes, mêlé de couplets, avec Jean-Toussaint Merle, 1823
- Le Dévouement filial, ou Marseille en 1720, mimo-drame en 1 acte, avec Henri Simon, 1823
- Le Fermier d'Arcueioisl, vaudeville en 1 acte, avec Nicolas Brazier et Carmouche, 1823
- Le Roulier, mimodrame en 3 actes, avec Ménissier et Saint-Hilaire, 1823
- Les Marchands forains, ou le Mouton, vaudeville en 1 acte, 1823
- La Saint-Louis au bivouac, scènes militaires, mêlées de couplets, avec Merle et Simon, 1823
- Le Commissionnaire, avec Pierre-Jean Aniel, Eugène Cantiran de Boirie et Constant Ménissier, 1824
- Le Conscrit, vaudeville en 1 acte, avec Jean-Toussaint Merle et Antoine Jean-Baptiste Simonnin, 1824
- L'Homme de 60 ans ou la Petite Entêtée, comédie vaudeville en 1 acte, avec Armand d'Artois et Simonnin, 1824
- Melmoth, ou l'Homme errant, mimo-drame en 3 actes et à grand spectacle, avec Saint-Hilaire, 1824
- Le Porteur d'eau, mimodrame en 3 actes, avec Théaulon et Simonnin, 1824
- Le Soldat et le Perruquier, comédie-vaudeville en 1 acte, avec Michel-Nicolas Balisson de Rougemont et Simonnin, 1824
- Les Deux Cousins, comédie-vaudeville en 3 actes, avec Paul Duport et Amable de Saint-Hilaire, 1825
- Monsieur Charles, ou Une matinée à Bagatelle, comédie-vaudeville en 1 acte, avec Merle, 1825
- Le Valet en bonne fortune, ou les Amies de pension, comédie en 1 acte, mêlée de couplets, avec Simonnin, 1825
- L'Ami intime, comédie en un acte, mêlée de couplets, avec Théaulon et Théodore d'Artois, 1825
- L'Égoïste par régime, comédie-vaudeville en 1 acte, avec Charles de Longchamps, 1826
- Le Vieillard d'Ivry, ou 1590 et 1825, vaudeville en 2 tableaux, avec Marc-Antoine Désaugiers, Jean Coralli et Merle, 1825
- Le Prisonnier amateur, comédie mêlée de couplets, avec Armand d'Artois, Alexis Decomberousse et Frédérick Lemaître, 1826
- Le Vieux Pauvre, ou le Bal et l'Incendie, mélodrame en 3 actes et à grand spectacle, avec Charles Dupeuty et Ferdinand de Villeneuve, 1826
- Le Bon Père, comédie en 1 acte, avec Achille et Armand d'Artois, 1827
- L'Ami intime, comédie en 1 acte, avec Emmanuel Théaulon et Achille d'Artois, 1828
- Le Cousin Giraud, comédie-vaudeville en 1 acte, avec Charles Dupeuty et Simonnin, 1828
- L’Éléphant du roi de Siam, pièce en 3 actes et 9 parties, avec Adolphe Franconi, Léopold Chandezon et Albert Monnier, 1829
- La Prise de la Bastille ; Passage du Mont Saint-Bernard, avec Nézel, 1830
- L'Empereur, événements historiques en 5 actes et 18 tableaux, avec Franconi et Auguste Lepoitevin de L'Égreville, 1830
- Les Lions de Mysore, pièce en 3 actes et en 7 tableaux, avec Henry Villemot, 1831
- Mingrat, mélodrame en 4 actes, avec Villemot, 1831
- Dgenguiz-Khan ou la Conquête de la Chine, 1837
- Le Géant ou David et Goliath, pièce biblique en 4 actes et 9 tableaux, avec Bourgeois, 1838
- Le Sac à charbon, ou le Père Jean, comédie-vaudeville en 1 acte, avec Carmouche, 1838
- Le Lion du désert, pièce en trois actes et six tableaux, avec Fabrice Labrousse, 1839
- Bélisario, ou l'Opéra impossible, avec Carmouche, 1839
- Le Bambocheur, vaudeville en 1 acte, avec Carmouche, 1839
- Les Pêcheurs du Tréport, vaudeville en 1 acte, avec Bourgeois, 1839
- Les Pilules du diable, féerie en 3 actes et 20 tableaux, avec Bourgeois, 1839
- L'Uniforme du grenadier, tableau militaire en 1 acte, avec de Courcy, 1839
- Le Mirliton enchanté, 1840
- L'Orangerie de Versailles, comédie vaudeville en 3 actes, avec Bourgeois, 1840
- Mazagran, bulletin de l'armée d'Afrique, pièce en 3 actes, avec Charles Desnoyer, 1840
- La Ferme de Montmirail (épisodes de 1812 à 1814), pièce militaire en 3 actes et 4 tableaux, avec Labrousse, 1840
- Le Dernier Vœu de l'empereur, 5 tableaux, avec Labrousse, 1841
- Anita la Bohémienne, vaudeville en trois actes, avec Pierre-Frédéric-Adolphe Carmouche, 1841
- Le Marchand de bœufs, vaudeville en 2 actes, avec Bourgeois, 1841
- M. Morin, vaudeville en 1 acte, avec Labrousse, 1841
- Murat, pièce en 3 actes et 14 tableaux, avec Labrousse, 1841
- Pauline ou le Châtiment d'une mère, drame en 3 actes, avec Labrousse, 1841
- Le Prince Eugène et l'Impératrice Joséphine, 1842
- Le Chien des Pyrénées, pièce en 2 actes et 6 tableaux, avec Labrousse, 1842
- Un rêve de mariée, vaudeville en 1 acte, avec Bourgeois, 1842
- Don quichotte et Sancho Pança, pièce en 2 actes et 13 tableaux, avec Bourgeois, 1843
- Le Palais-royal et la Bastille, drame-vaudeville en 4 actes, avec Labrousse, 1843
- Brisquet ou l'Héritage de mon oncle, avec Théodore Nézel, 1843
- Le Vengeur, action navale de 1794, pièce en 3 actes, avec Labrousse, 1843
- La Corde de pendu, féerie en 3 actes et 19 tableaux, avec Anicet Bourgeois, 1844
- L'Empire, pièce en trois actes et dix-huit tableaux, avec Labrousse, 1845
- Louis XVI et Marie-Antoinette, drame en 6 actes et 10 tableaux, avec Labrousse, 1849
- Rome, drame à grand spectacle en 5 actes et 12 tableaux, avec Labrousse, 1849